# Tadeia Visconti
Tadeia Visconti (em italiano: Taddea Visconti; Milão, 1351 — Munique, 28 de setembro de 1381), foi a filha mais velha de Barnabé Visconti, Senhor de Milão e de sua esposa Beatriz Regina de Scala. Ela se tornou duquesa consorte de Baviera-Ingolstádio através de seu casamento com Estêvão III de Baviera-Ingolstádio, de quem foi a primeira esposa, e foi a mãe de Isabel da Baviera, Rainha de França.

## Família

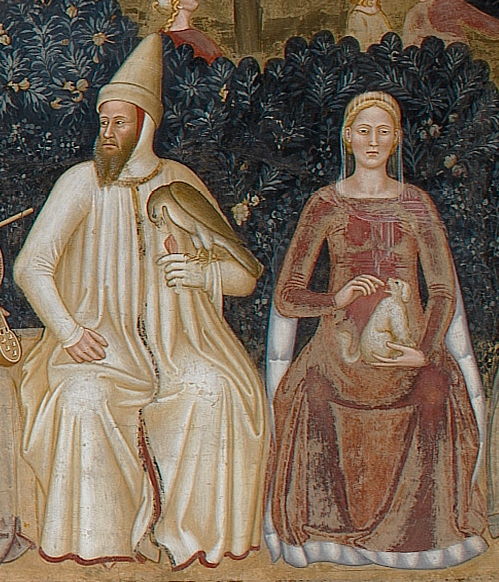
Imagem de Barnabé Visconti e Beatriz Regina della Scala, os pais da duquesa.

Tadeia teve 16 irmãos por parte de pai e mãe, além de diversos outros meio-irmãos por parte de pai. Algumas de suas irmãs legítimas incluíam: Viridis Visconti, duquesa consorte da Áustria como esposa de Leopoldo III; Valentina Visconti, rainha consorte de Chipre e rainha titular de Jerusalém por seu casamento com Pedro II de Chipre; Inês Visconti, esposa de Francisco I Gonzaga, Senhor de Mântua, foi executada por suposto adultério; Madalena Visconti, casada com Frederico de Baviera-Landshut, sendo duquesa consorte de Baviera-Landshut; Lúcia Visconti, antes de seu casamento com Edmundo Holando de Kent, foi considerada como noiva para Henrique Bolingbroke, o futuro rei Henrique IV de Inglaterra.
Seus avós paternos eram Estêvão Visconti, governante de Milão e Valentina Doria, e seus avós maternos eram Mastino II della Scala, Senhor de Verona, Vicenza e Pádua, e Tadeia da Carrara.
Seu pai, um déspota, em guerra contra o Papado, foi desposto em 1385 pelo seu sobrinho, João Galeácio Visconti, e aprisionado no Castelo de Trezzo sull'Adda, onde morreu envenenado, em 18 de setembro de 1385.

## Casamento
Barnabé, interessado na riqueza da Baviera, decidiu casar quatro de suas filhas com membros da Casa de Wittelsbach, a família governante da época. Sendo Tadeia a mais velha, ela se casou primeiro.
O casamento ocorreu em 13 de outubro de 1367, com Estêvão III de Baviera-Ingolstádio, filho do duque Estêvão II de Baviera e de Isabel da Sicília, filha do rei Frederico II da Sicília. Seu dote equivalia a 100 000 ducados.
À época do casamento, Estêvão enfrentava problemas financeiros como resultado de suas fantasias extravagantes, e da manutenção de sua corte.
Seu marido se tornou duque de Baviera-Ingolstádio em 13 de maio de 1375. De 1375 a 1392, ele governou o ducado juntamente com seus irmãos, Frederico de Baviera-Landshut, casado com uma das irmãs de Tadeia, e João II de Baviera-Munique. Foi duque até a sua morte em 26 de setembro de 1413.
Seus filhos foram:

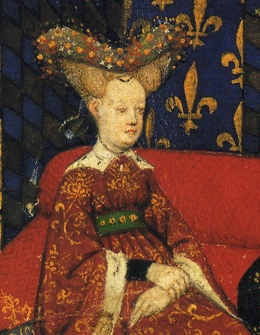
A filha de Tadeia, Isabel da Baviera, Rainha de França.

- Luís VII de Baviera (c. 1368 – 1 de maio de 1447), sucessor de seu pai como duque de Baviera-Ingolstádio de 1413 a 1443. Foi casado primeiro com Ana de Bourbon, como seu segundo marido, com quem teve apenas um filho, Luís VIII da Baviera. Em seguida, se tornou o segundo marido de Catarina de Alençon, com quem teve dois filhos que morreram jovens;
- Isabel da Baviera, Rainha de França (c. 1370 - 24 de setembro de 1435), foi a esposa do rei de França, Carlos VI, conhecido como Carlos, o Louco ou o Bem Amado. Seus filhos com o monarca incluem: Isabel de Valois, consorte do rei Ricardo II de Inglaterra, com quem não teve filhos; Catarina de Valois, primeiramente consorte do rei Henrique V de Inglaterra, mãe de seu herdeiro, Henrique VI de Inglaterra, e em seguida, se tornou a esposa do galês Owen Tudor. Através do filho mais velho de Catarina, Edmundo Tudor, 1.° Conde de Richmond, Tadeia foi uma ancestral do primeiro rei da Casa de Tudor da Inglaterra, Henrique VII de Inglaterra, e de seus descendentes.

## Morte
A duquesa morreu em Munique, em 28 de setembro de 1381, aos 30 anos de idade. Foi enterrada na Catedral de Nossa Senhora Bendita, em Munique.
Seu marido se casou novamente em 16 de janeiro de 1401, em Colônia, com Isabel de Cleves, com quem não teve filhos.